# Калиновка (Сахновщинский район)
Калиновка (укр. Калинівка) — село,
Новочернещинский сельский совет,
Сахновщинский район,
Харьковская область.
Код КОАТУУ — 6324885002. Население по переписи 2001 года составляет 82 (33/49 м/ж) человека.

## Географическое положение
Село Калиновка находится в 3-х км от реки Богатая (правый берег).
На расстоянии в 2 км расположены сёла Новая Чернещина и Волковка (Кегичевский район).
По селу протекает пересыхающий ручей с запрудой.

## История
- 1885 — дата основания.